# Arthur S. Moreau junior

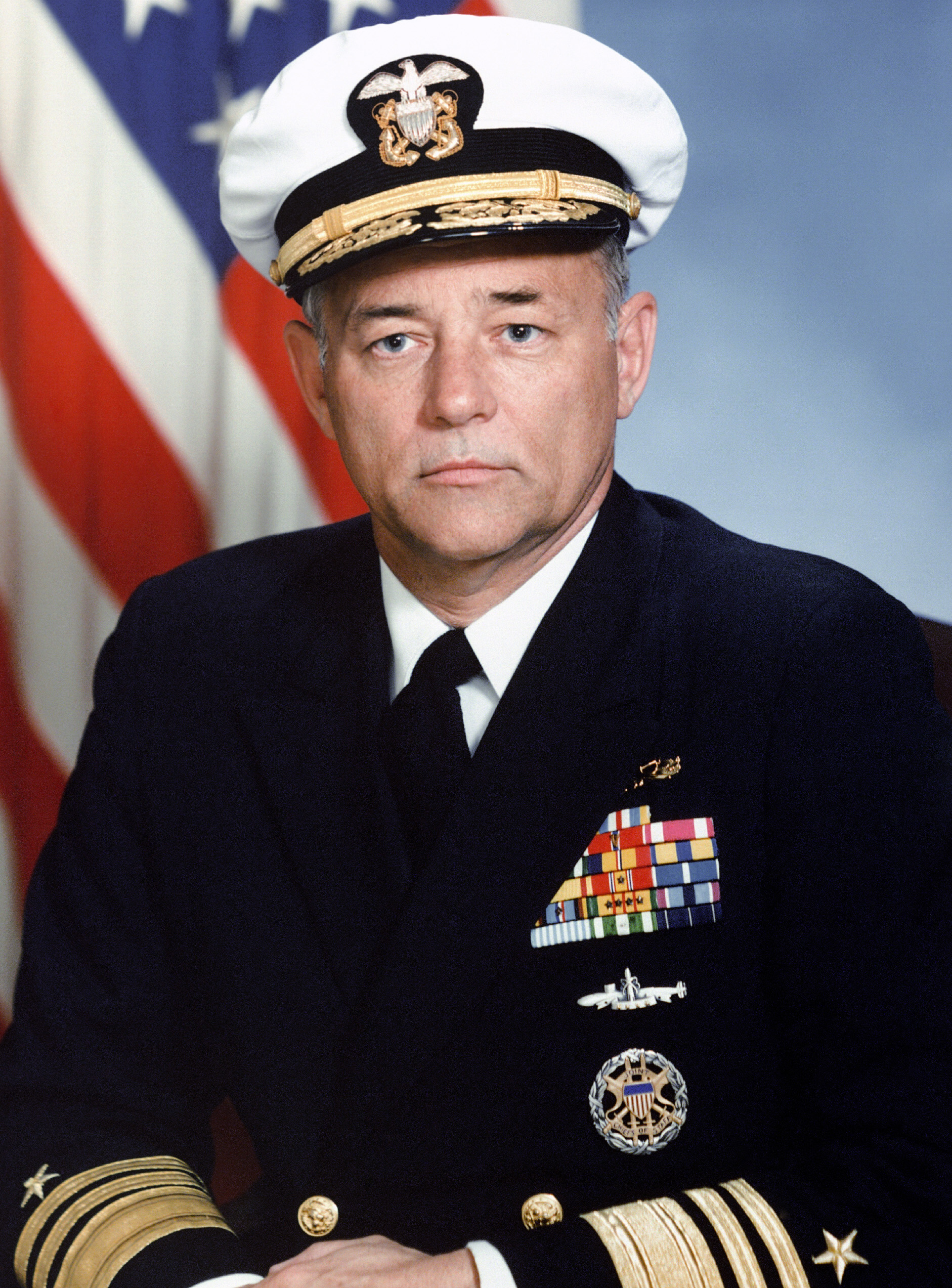
Admiral Arthur S. Moreau Jr.

Arthur S. Moreau Jr. (* 3. Juni 1931 in Mount Rainier, Maryland; † 8. Dezember 1986 in Neapel) war ein Admiral der US Navy und zuletzt bis zu seinem Tode Kommandeur der United States Naval Forces Europe (NAVEUR) sowie zugleich Commander-in-Chief Allied Forces Southern Europe (CINCSOUTH) der NATO.

## Leben
Nach dem Schulbesuch begann Moreau seine Ausbildung an der US Naval Academy und trat nach deren Beendigung 1953 in die US Navy ein.
Während seiner militärischen Laufbahn war er unter anderem Kommandeur der US Naval Base Subic Bay auf den Philippinen sowie stellvertretender Chief of Naval Operations, ehe er schließlich von Mai 1983 bis Oktober 1985 Assistent von General John W. Vessey junior, des Vorsitzenden der Joint Chiefs of Staff war.
Anschließend wurde Admiral Arthur S. Moreau Jr. im November 1985 als Nachfolger von Admiral Lee Baggett junior Kommandeur der United States Naval Forces Europe (NAVEUR) und damit bis zu seinem Tode durch einen Herzinfarkt für die US-Marine in Italien, Griechenland, Türkei, dem Schwarzen Meer und dem Mittelmeer zuständig. Zugleich war er Commander-in-Chief Allied Forces Southern Europe (CINCSOUTH) der NATO. Im Anschluss wurde Admiral James B. Busey IV. sein Nachfolger als Kommandeur von NAVEUR und CINCSOUTH.
Nach seinem Tode wurde er auf dem Nationalfriedhof Arlington beigesetzt.